# Chiesa di Santa Croce (Cheremule)
La chiesa di Santa Croce è un edificio religioso situato a Cheremule, centro abitato della Sardegna nord-occidentale. Consacrata al culto cattolico, fa parte della parrocchia di San Gabriele, arcidiocesi di Sassari.

È sede dell'omonima confraternita.

## Bibliografia

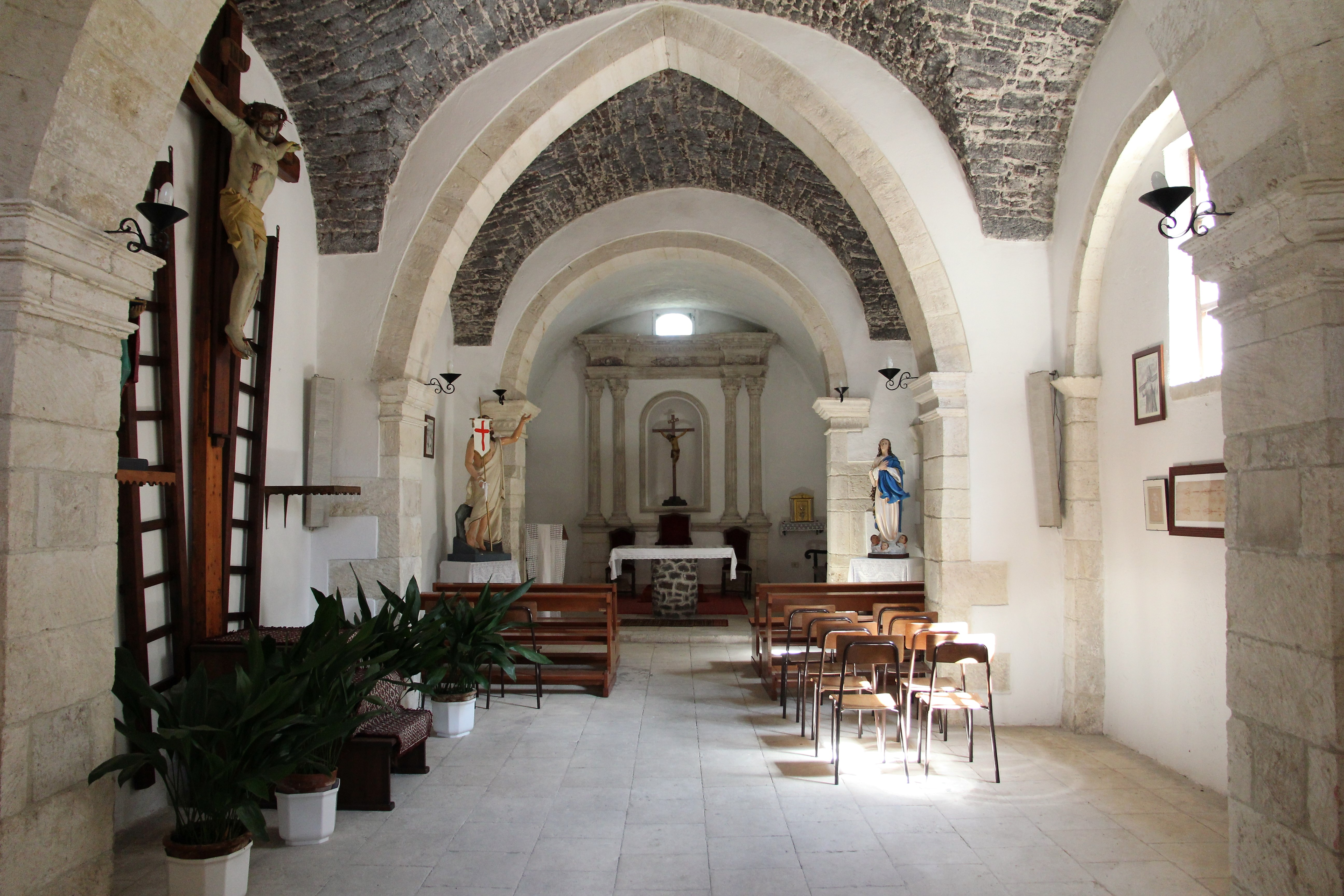
Interno